# Technologie verte
La technologie verte est un ensemble de techniques visant l'amélioration de la qualité de l'environnement par la réduction des rejets toxiques dans l'air, dans l'eau ou dans le sol, par l'économie de ressources, l'utilisation de ressources renouvelables. 
On parle aussi de « cleantechs » pour désigner les « technologies propres » ou efficientes dans le domaine de l'énergie (smart grids par exemple).

## Finance du carbone
L'implémentation de stratégie de réduction d'émissions de GES permet la création de crédits-carbone, et favorise une diminution globale des niveaux de gaz à effet de serre.

## Critiques
Selon Philippe Bihouix, auteur de L’âge des Low Tech. Vers une civilisation techniquement soutenable, les « technologies vertes » sont consommatrices de ressources, font appel à des métaux plus rares, et sont en général moins bien recyclables. Elles font croire qu'il serait possible de réduire les émissions de gaz à effet de serre significativement sans réduire massivement notre consommation énergétique. La « croissance verte », qui élude la question de nos modes de vie, est pour lui une mystification absolue. En raison de leur besoin de métaux rares, les énergies nouvelles ne sont pas la panacée : une énergie illimitée et propre est un mythe, il faut donc économiser, recycler, relocaliser.